# Dansrapsodie
Frank Bridge voltooide zijn Dansrapsodie vlak voordat het werk op 21 juli 1908 werd uitgevoerd. Hijzelf gaf leiding aan het orkest van het Royal College of Music. Het werk kende een bescheiden populariteit. In de jaren 1910 werd het regelmatig gespeeld, maar daarna verdween het in de la om er slechts af en toe uit te komen. Het soms onstuimige werk kent een belangrijke partij voor de hoorn, die het thema al vrij snel laat horen; dat thema komt later weer terug in het werk.
Het werk kent zoals een rapsodie betaamd tempowisselingen: Allegro energico – moderato – allegretto moderato – tempo di valse – vivo – allegro energico.

## Orkestratie
- 3 dwarsfluiten waarvan 1 ook piccolo, 2 hobo’s, 2 klarinetten, 2 fagotten
- 4 hoorns, 3 trompetten, 3 trombones, 1 tuba
- pauken, 2 man/vrouw percussie voor triangel, kleine trom, gong, grote trom, bekkens, 1 harpen, 1 celesta
- violen, altviolen, celli, contrabassen

## Discografie
- Uitgave Chandos: BBC National Orchestra of Wales o.l.v. Richard Hickox, een opname uit 2001
- Uitgave Lyrita: London Philharmonic Orchestra o.lv. Nicholas Braithwaite